# Ataraxia (banda)
Ataraxia es un grupo musical italiano que compone música gótica, medieval y renacentista. A pesar de que sus orígenes y reconocimiento alcanzado es principalmente como banda musical, sus aptitudes artísticas no solo abarcan esta manera de expresión artística, sino que también se auxilian de la pintura, la poesía y el teatro. Los propios integrantes aseguran que la creación artística es una manera de alcanzar la iluminación, pues al recorrer este camino se logra la apertura necesaria para otro tipo de experiencias, que conllevarán paulatinamente al equilibrio y la armonía corporal y espiritual.
Sus raíces las toman del pensamiento, costumbres y tradición oral de las culturas del oriente del Mediterráneo y de los celtas del norte.

## Integrantes
- Francesca Nicoli (cantante)
- Vittorio Vandelli (guitarra)
- Giovanni Pagliari (teclados)
- Riccardo Spaggiari (percusiones)

## Discografía

### Libro y CD
- Arcana Eco (2005).

### CD
- Ena (2015)
- Wind at Mount Elo (2014)
- Spasms (2013)
- Llyr (2010)
- Oil on Canvas (2009)
- Nosce te Ipsum (2008)
- Kremasta Nera (2007)
- Sous le Blanc Rosier (2007)
- Paris Spleen (2006)
- Odos eis Ouranon (2005).
- Saphir (2004).
- Des paroles blanches (2003).
- Mon seul désir (2002).
- A calliope... Collection (2001).
- Sueños (2001).
- Lost Atlantis (1999).
- Historiae (1998).
- Orlando (1998).
- Concerto N. 6 : A Baroque Plaisanterie  (1996).
- Il fantasma dell'opera (1996).
- The moon sang on the April chair (1995).
- La malédiction d'Ondine (1995).
- Ad perpetuam rei memoriam (1994).
- Simphonia sine nomine (1994).

### Vinilos
- Historiae (1998).
- In amoris mortisque (1995).
- Ultima Thule (2008).

### Cassets
- Il fantasma dell'opera (1995).
- Sub Ignissima Luna (1993).
- Arazzi (1993).
- Nosce te Ipsum (1991).
- Prophetia (1990).

### Videos
- Spirito ancestrale (2002)
- Os cavaleiros do templo (1998)
- Concerto N. 6 : A Baroque (1997)
- Would the winged light climb?  (1995)
- Nosche te ipsum (1991)